# Aristolochia subglobosa
Aristolochia subglobosa är en piprankeväxtart som beskrevs av J.Freitas, Lírio & F.González. Aristolochia subglobosa ingår i släktet piprankor, och familjen piprankeväxter. Inga underarter finns listade i Catalogue of Life.